# ユリア・ヴォリ
ユリア・ヴォリ （Julia Vuori、1968年2月16日 - ）はフィンランドのヘルシンキ生まれの絵本作家。
父は絵本作家のペッカ・ヴォリ（Pekka Vuori）。ヘルシンキ美術工芸大学で美術を学んだのち、絵描きのネズミを主人公にした『EERO』でデビュー。
代表作『ぶた』(Sika)は、フィンランドの日刊紙 Helsingin Sanomat(ヘルシンギン・サノマット)の週刊情報紙 Nyt で連載。もともとは友人を元気づけるため描きはじめたという作品。
1999年フィンランドのルドルフ・コイヴ賞を受賞。2001年ボローニャ・ラガッツィ賞特別賞を受賞。
他の作品に、
- 『ぶた ふたたび』(Sika)
- 『ぶた いろいろないろ』(Sika ja värit)
- 『ぶた いろいろなきもち』(Sika ja tunteet)
- 『ぶた すきなこといろいろ』(Sika ja harrastukset)

がある。
日本では文溪堂より翻訳絵本が発行されている。